# Orfeo (música)

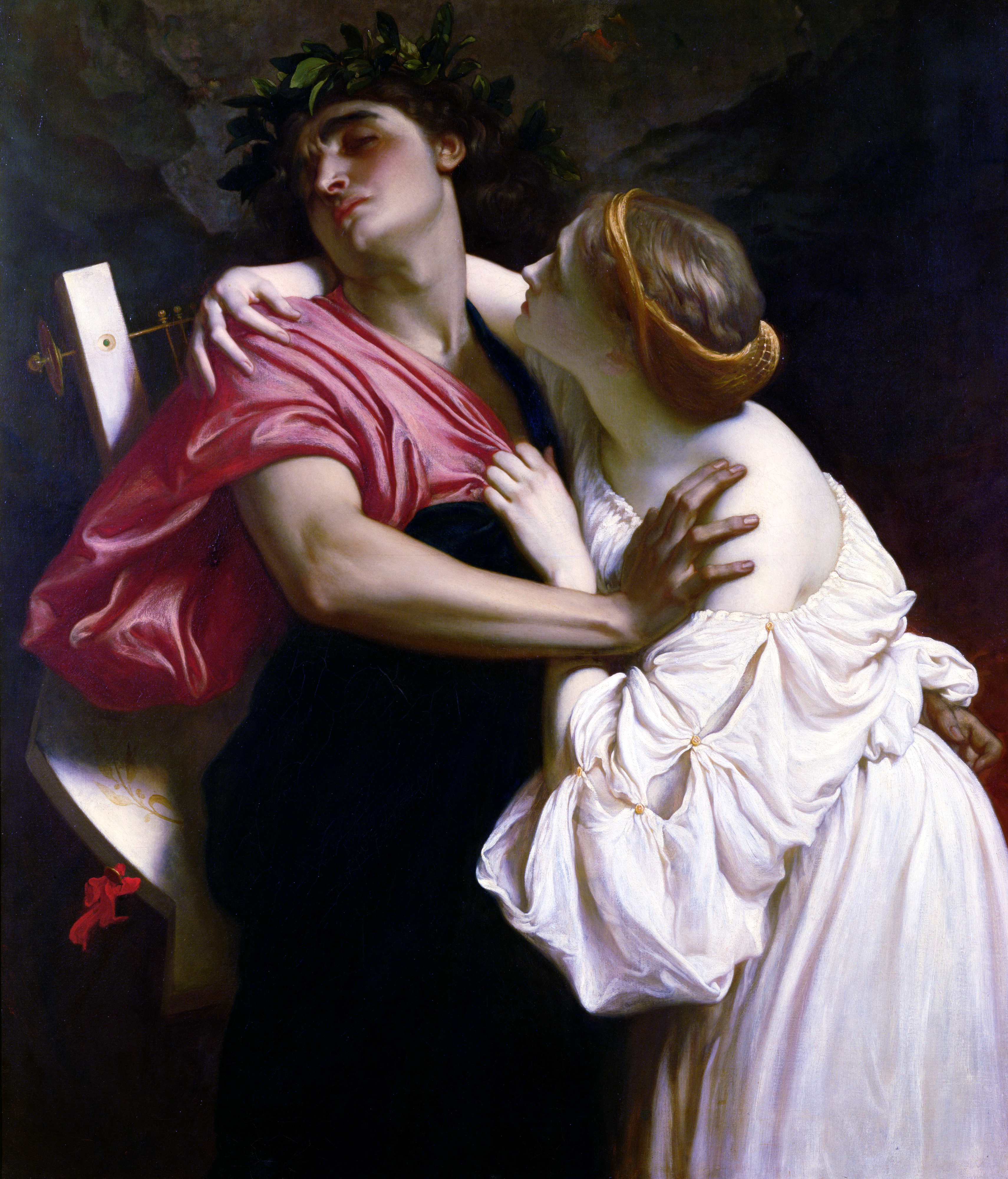
Orfeo y Eurídice, Frederic Leighton - 1864

El mito de Orfeo está ligado desde el principio al elemento musical. En época moderna la historia del músico solitario, capaz de comunicar a través del sonido de su lira con los animales de la tierra y las criaturas de ultratumba, ha sido objeto de innumerables versiones musicales.
Sobre la historia del amor con la ninfa Eurídice se basa el libreto de la primera ópera: Eurídice de Ottavio Rinuccini (1600); pero el tema tuvo gran fortuna durante toda la fase inicial de la historia de la ópera, sea por el ligamen entre el nuevo género teatral y el drama pastoral, sea porque la presencia de un músico como protagonista podía satisfacer el principio de verosimilitus.
El tema se puso de moda en el teatro musical del siglo XVIII, gracias al Orfeo ed Euridice de Gluck, primera de las óperas de la reforma gluckiana. En el intento de devolver el melodrama a sus orígenes ideales, recuperando una relación equilibrada entre la música y el drama, Gluck y el libretista Calzabigi recurrieron no por casualidad al mito de Orfeo.
Igualmente es significativo que recurriera a este tema Ígor Stravinski, para uno de los trabajos más importantes de su período neoclásico.
La fortuna musical de la fábula de Orfeo tuvo su fase de eclipse en el siglo XIX, revisada solamente en el teatro por Jacques Offenbach, en clave de parodia.

## Eurídice (Rinuccini - 1600)
Eurídice - Fábula dramática de Ottavio Rinuccini, musicada en primera lugar por Jacopo Peri (Palacio Pitti, Florencia, 6 de octubre de 1600) y luego por Giulio Caccini (Palacio Pitti, Florencia, 5 de diciembre de 1602).
Está considerada la primera ópera lírica en sentido estricto, cuyo libreto ha sido musicado íntegramente.

## L'Orfeo (Monteverdi - 1607)
L'Orfeo - Fábula en música de Claudio Monteverdi sobre libreto de Alessandro Striggio.
La ópera es tomada de la Fábula de Orfeo de Poliziano. Se compone de un prólogo ("Prosopoea della musica") y cinco actos. Fue representada por primera vez el 24 de febrero del año 1607 en el palacio ducal de Mantua.

## Orfeo dolente (Belli - 1616)
Orfeo dolente - Obra musical de Domenico Belli.
La composición - subdividida en cinco intermedios - fue estrenada en el Palacio Gherardesca de Florencia, habitación de Ugo Rinaldi, en el carnaval del año 1616.

## La morte di Orfeo (Landi - 1619)
La morte di Orfeo - Tragicomedia pastoral en cinco actos de Stefano Landi sobre libreto de Alessandro Mattei.
Se estrenó el 1 de junio de 1619 en Roma.

## Orfeus and Euridice (Schütz - 1638)
Orfeus and Euridice - Ópera ballet de Heinrich Schütz.
Se estrenó en Dresde el 20 de noviembre de 1638.

## Orfeo (Rossi - 1647)
Orfeo - Obra musical de Luigi Rossi (1647).
Presentada en el Palacio Real de París bajo los auspicios del cardenal Mazarino, fue una de las primeras óperas italianas representadas en Francia. El espectáculo duró seis horas, entremezclado con extraños y heterogéneos ballets, según el gusto del teatro francés de la época.

## Orfeo (Lully - 1690)
Orfeo - Obra musical de Jean-Baptiste Lully y Louis Lully.
Jean-Baptiste intervino en la ópera de su hermano Louis, que no fue oficialmente el autor.

La ópera se representó en París el 8 de abril de 1690, pero no tuvo éxito.

## Orfeo ed Euridice (Gluck - 1762)
Orfeo ed Euridice - Obra musical de Christoph Willibald Gluck sobrelibreto de Ranieri de' Calzabigi.
La ópera nace del encuentro entre el escritor y el músico en Viena, en el año 1761, donde fue representada en el Burgtheater el 5 de octubre de 1762.

## Orfeo ed Euridice (Deller - 1763)
Orfeo ed Euridice - Ballet de Florian Johann Deller escrito según las nuevas teorías mímico-dramáticas del coreógrafo francés Jean-Georges Noverre (1763).

## Orfeo ed Euridice (Naumann - 1786)
Orfeo ed Euridice (Orpheus og Eurydike) - Obra lírica de Johann Gottlieb Naumann, sobre libreto de Charlotta Dorothea Biehl libremente basado en el de Ranieri de' Calzabigi para Gluck.
El estreno tuvo lugar en Copenhague el 31 de enero de 1786, la ópera fue repetida en doce tardes.

## L'anima del filosofo (Haydn - 1791)
L'anima del filosofo ossia Orfeo ed Euridice - Obra musical de Franz Joseph Haydn.
Escrita en el año 1791, sobre libreto de Carlo Francesco Badini, fue representada póstumamente en el Teatro della Pergola de Florencia el 9 de junio de 1951.

## Orpheus (Liszt - 1854)
Orpheus - Poema sinfónico de Franz Liszt (1854).

## Orphée aux Enfers (Offenbach - 1858)
Orfeo en los infiernos - Opereta en dos actos y cuatro cuadros de Jacques Offenbach, sobre libreto de Hector Crémieux.
Fue representada en París en el año 1858. Fue repuesta y transformada por los autores en cuatro actos y doce cuadros en el año 1874.

## Orphée (Ducasse - 1913)
Orphée - Mimodramma en tres actos de Roger Ducasse, sobre libreto del mismo Ducasse (1913).
La acción teatral se basa en una insólita combinación de pantomima, danza y música.
Fue publicado en el año 1913 pero fue ejecutado íntegramente sólo en el 1926, en París, siendo protagonista la célebre bailarina Ida Rubinstein. Antes fueron ejecutados en concierto tres «Frammenti sinfonici» "fragmentos sinfónicos" extraídos del mimodramma: Orphée évoque le dieu, Hymen - Course du flambeau y Bacchanale.

## Orpheus und Eurydike (Krenek - 1926)
Orpheus und Eurydike - Obra lírica de Ernst Krenek sobre libreto de Oskar Kokoschka.
Escrita en el año 1923, fue representada en Kassel en el año 1926.

## Orpheus (Stravinski - 1947)
Orpheus - Ballet neoclásico en tres cuadros de Ígor Stravinski, compuesto en el 1947.
Se estrenó el 28 de abril de 1948 por la Ballet Society de Nueva York, con la coreografía de George Balanchine.

## Jackie O
El mito de Orfeo revisitado, al contrario, en la ópera del año 1995 de Michael Daugherty y Wayne Koestenbaum que tiene como personaje protagonista Jacqueline Kennedy Onassis.

## Música ligera
La omnicomprensividad del mito ha dejado una traza nada banal también en la música ligera. 
La canción Euridice, de Roberto Vecchioni, encuentra en Orfeo un antihéroe que decide adrede girar la cabeza, al comprender el hecho que la mujer pertenece ahora a la dimensión de la muerte, y ya nada podía ser de nuevo como antes.
Carmen Consoli, de su canto, ha propuesto Orfeo (del álbum del año 2000 Stato di necessità), una pieza en la que pide al amado renacer a la vida.